# Hungaan

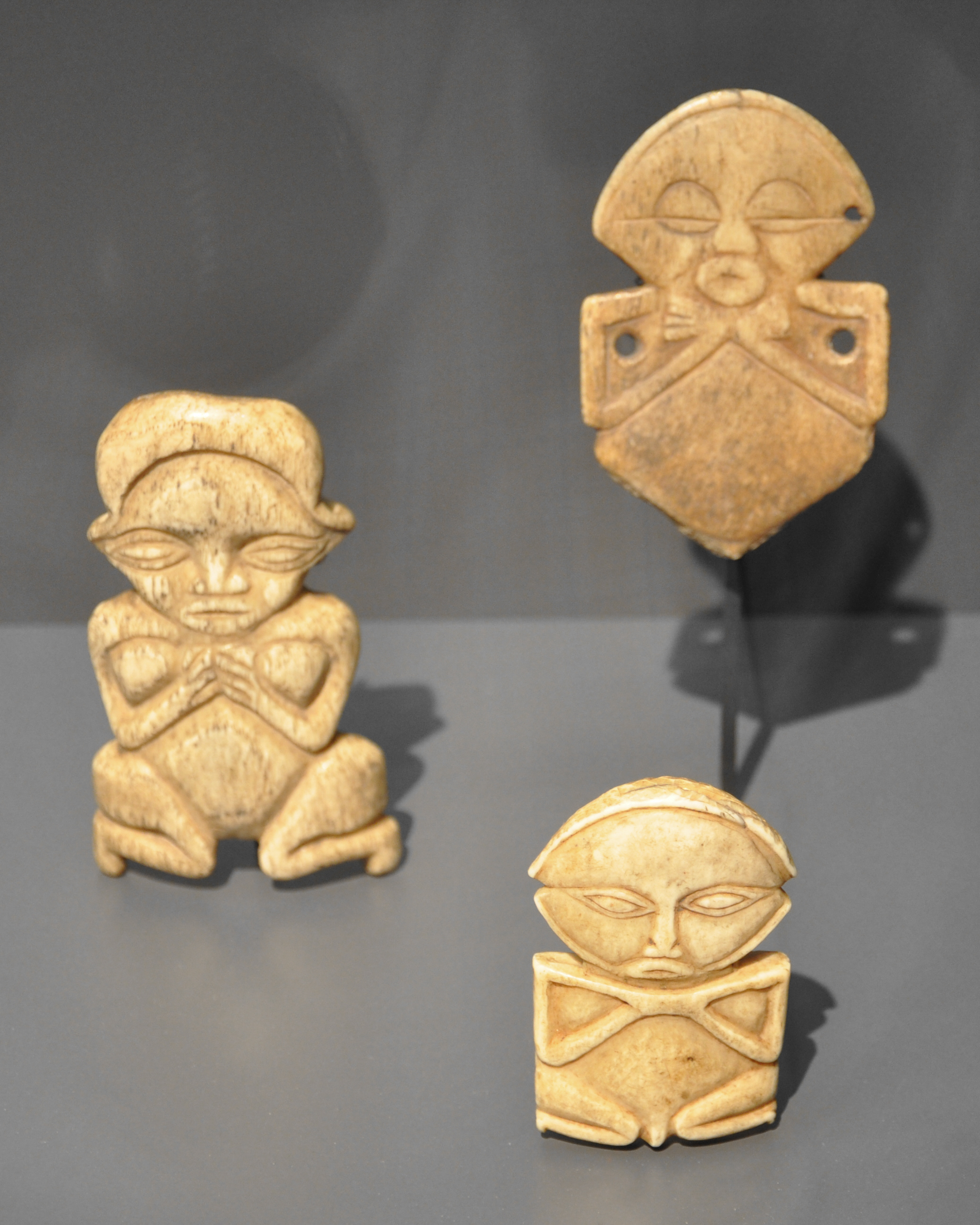

Die Hungaan (auch: Hungana, Huana, Wana, Hungani, Whana, Bahinana, Wengana, Bahoni, Bawangana, Bauangana, Bawana) sind eine Ethnie aus dem Westen der Demokratischen Republik Kongo.
Die Hungaan sind matrilinear organisiert, jeder Clan wird von dem ältesten männlichen Abkömmling geführt. Dieser Chef bewahrt auch die Abstammungssymbole. Früher hatten die Dörfer der Hungaan über eintausend Einwohner; sie waren in Clans untergliedert. Diese Dörfer sind in kleinere zerfallen und liegen zerstreut zwischen deren anderer Ethnien.
Die Hungaan haben einen tief verwurzelten Ahnenkult und fertigen Ahnenstatuen an, welche sie in besonderen Schreinen aufbewahren. Außerdem sind von ihnen kleine Figürchen aus Knochen und Elfenbein bekannt, welche für Heilungszeremonien verwendet werden.
Sie sprechen Hungaan bzw. Huan, eine Bantusprache.